# Liekovuopajasaaret
Liekovuopajasaaret är öar i Finland. De ligger i sjön Enare träsk och i kommunen Enare i den ekonomiska regionen Norra Lappland och landskapet Lappland, i den norra delen av landet, 1 000 km norr om huvudstaden Helsingfors. Arean för den av öarna koordinaterna pekar på är 17,9 hektar och dess största längd är 0,7 kilometer i nord-sydlig riktning.  Notera att namnet antyder att det är fråga om flera öar.